# 第11回フィルムフェア賞 南インド映画部門
第11回フィルムフェア賞 南インド映画部門（11th Filmfare Awards South）は、インドの映画賞。『フィルムフェア』が主催し、1963年の南インド映画（タミル語映画、テルグ語映画）を対象としており、1964年に開催された。
南インド映画を対象としたフィルムフェア賞の開催は1964年が初めてのため、厳密には「第1回授賞式」と表記するのが正確だが、ヒンディー語映画を対象とした第11回フィルムフェア賞の一部門として開催されたことから、『フィルムフェア』は公式名称を「第11回授賞式」としている。これ以降毎年開催される南インド映画部門の授賞式は、この第11回授賞式を基準に表記されている。

## 審査員
- P・V・ラージャマンナル（英語版）（審査員長）
- B・N・レッディ
- A・L・シュリーニヴァーサン（英語版）
- サロージニ・ヴァーラダッパン（英語版）

## 受賞結果
| タミル語映画部門作品賞                     | テルグ語映画部門作品賞 |
| ------------------------------------------ | ---------------------- |
| - 『Naanum Oru Penn』                      | - 『Nartanasala』      |
| 特別賞                                     |                        |
| - S・V・ランガ・ラオ - 『Naanum Oru Penn』 |                        |